# عصفر (البيضاء)

تعديل مصدري - تعديل

عصفر هي إحدى قرى عزلة ال مظفرالاعلى بمديرية البيضاء التابعة لمحافظة البيضاء، بلغ تعداد سكانها 557 نسمة حسب تعداد اليمن لعام 2004.